# Jawalamukhi
Jawalamukhi es un pueblo y nagar Panchayat  situado en el distrito de Kangra,  en el estado de Himachal Pradesh (India). Su población es de 5361 habitantes (2011). 

## Demografía
Según el censo de 2011 la población de Jawalamukhi era de 5361 habitantes, de los cuales 2782 eran hombres y 2579 eran mujeres. Jawalamukhi tiene una tasa media de alfabetización del 92,19%, superior a la media estatal del 82,80%: la alfabetización masculina es del 94,33%, y la alfabetización femenina del 89,94%.